# Shapez.io
Shapez — казуальна гра-пісочниця, в якій гравцю потрібно будувати фабрики для автоматизованого виробництва геометричних фігур. Доступна у Steam. Ця гра має ще безкоштовну онлайн демоверсію.

## Ігровий процес
В Shapez необхідно спочатку добувати різні геометричні фігури, а потім їх розрізати, перевертати та красити добуваючи краску для цього, зробленні фігури можна ще зшивати для більш цікавих форм, а краску перемішувати.

## Додатковий контент
- shapez — Puzzle DLC
- shapez — Soundtrack
- Shapez 2